# Sebastiaan Matheüs Sigismund Modderman

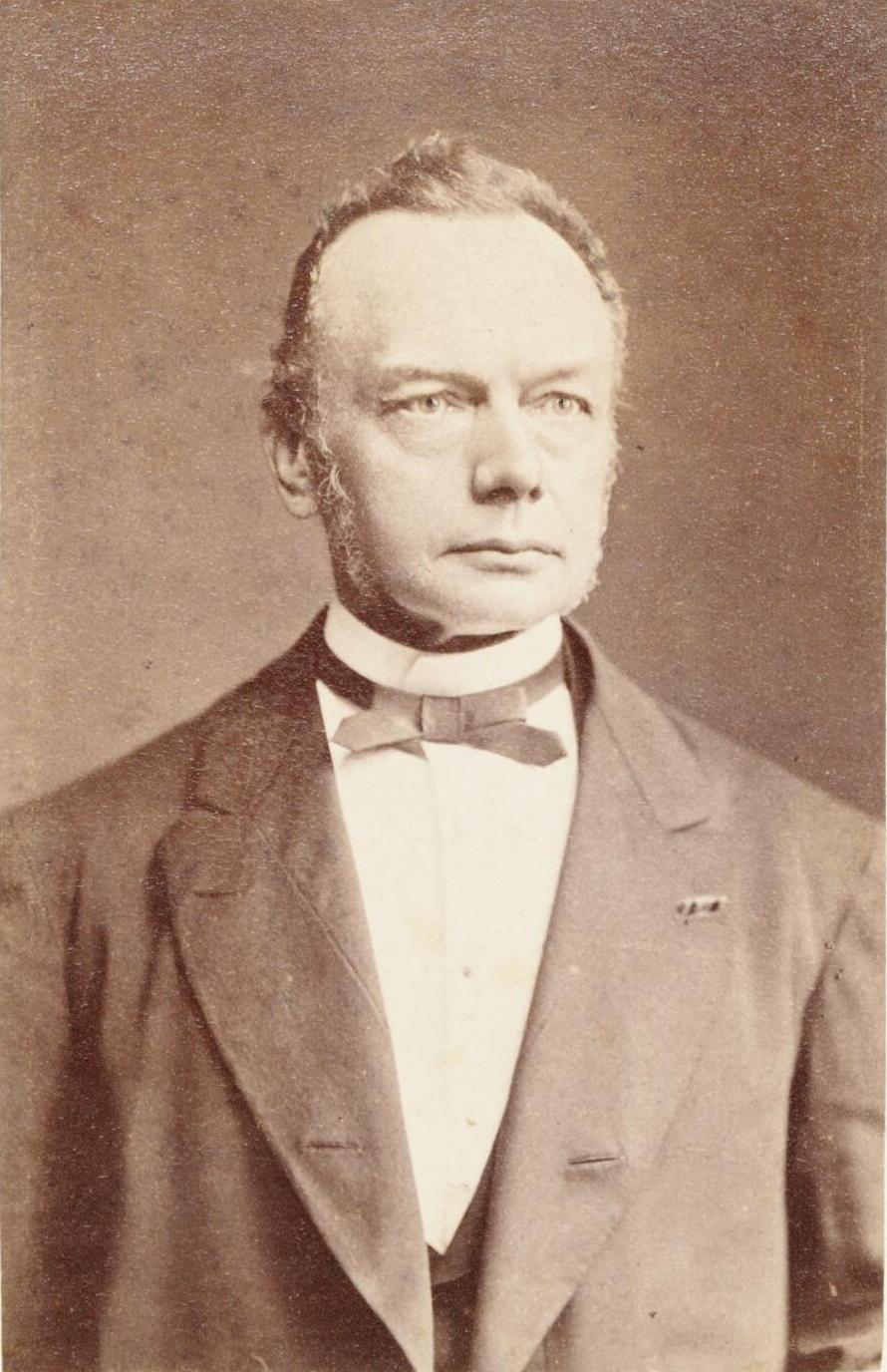
Sebastiaan Matheüs Sigismund Modderman (1820-1900)

Sebastiaan Matheüs Sigismund Modderman (Hoogezand, 23 juli 1820 - Groningen 22 mei 1900) was burgemeester van Groningen.
Modderman komt uit een familie van juristen en politici. Zijn vader Antonius Modderman was onder andere lid van de Tweede Kamer en zijn grootvader mr. Tonco Modderman was lid van de Staten-Generaal.
Modderman werd geboren in Hoogezand, maar verhuisde in 1832 met zijn ouders naar Groningen. Hij studeerde hier rechten aan de universiteit. In 1844 promoveerde hij aldaar op een proefschrift over het endossement van wisselbrieven. In 1846 werd hij benoemd tot rijksadvocaat.
Modderman trouwde in 1847 met Elisabeth Christina Maria van Hall (1826-1894), dochter van hoogleraar H.C. van Hall

## Politieke carrière
In 1862 werd Modderman lid van de Provinciale Staten van Groningen. In 1864 werd hij gemeenteraadslid en al snel daarna wethouder van de stad Groningen. In zijn lange tijd als wethouder, maakte Modderman vier burgemeesters mee. Hij trad in de jaren 1880-1893 ook geregeld op als locoburgemeester. In 1893 werd Modderman zelf burgemeester van de stad.
In 1899 werd hij herbenoemd, maar een week later bleek hij ziek. In januari 1900 vroeg Modderman ontslag aan. De raad gaf Jozef Israëls de opdracht een portret van hem te schilderen. Modderman heeft het werk niet voltooid gezien, hij overleed een aantal maanden later.
In Groningen werd een straat naar hem vernoemd, de Moddermanlaan.